# Jean-François Paroz
 (mai 2020).
Jean-François Paroz (francophone, né en 1960) est un diplomate et ambassadeur suisse, né à Moutier dans le canton de Berne. Il est ambassadeur en Hongrie depuis décembre 2020.

## Biographie
Après son diplôme de licence en histoire, littérature française et philosophie à l’Université de Lausanne, il obtint un diplôme post-grade en relations internationales à l’Institut Universitaire des Hautes Études Internationales à Genève.
Il est entré au Département Fédéral des Affaires Etrangères (DFAE) en 1988. Après la fin de ses stages à l’étranger, il a travaillé au siège du ministère à Berne et est devenu conseiller du Secrétaire Général de l’Organisation Internationale de la Francophonie, Boutros Boutros-Ghali. De 2007 à 2009, il a été ambassadeur au Sénégal, Mali, Mauritanie, Cap-Vert, Gambie et Guinée-Bissau. Pendant sa mission, des Suisses furent pris en otage au Mali, et l’ambassade eut à s’engager pour leur libération,.
En 2010, il a été Commissaire pour l’organisation du XIIIe Sommet de la Francophonie, à Montreux, un événement qui réunissait une quarantaine de chefs d’Etats et de gouvernements et représentait un important défi logistique. Il a également été Commissaire de la XXXIe Conférence de la Croix-Rouge et du Croissant-Rouge en 2011.
En 2012, il a été nommé ambassadeur en Hongrie, et a présenté ses lettres de créances au Président János Áder le 5 novembre de la même année. En novembre 2015, pendant sa mission d’ambassadeur en Hongrie, il a été désigné pour devenir le prochain ambassadeur de Suisse au Japon, y succédant à Urs Bucher,.
Le 20 septembre 2016, il a été reçu au Palais Impérial à Tokyo pour la présentation de ses lettres de créances et a officiellement pris ses fonctions d’ambassadeur au Japon. Nommé à nouveau ambassadeur de Suisse en Hongrie à la fin de sa mission au Japon, il a présenté ses lettres de créances au Président János Áder le 2 décembre 2020.
Il est marié et père de 3 enfants.